# Натюрморт марнота марнот Стенвейка
Натюрморт марнота марнот Стенвейка англ. Vanitas — картина з нагадуванням про скороминущість життя, котру виконав Пітер Стенвейк (1615–1656).

## Опис твору
Пітер Стенвейк довгий час належав до призабутих художників. Лише декілька віднайдених натюрмортів з підписом художника спонукали до розшуків в архівах. Дата народження художника приблизно визначена як 1615 рік.
Пітер Стенвейк створив декілька картин з зображенням інтер'єрів. Але найбільш успішними були його натюрморти з тематикою «марнота марнот».
Художник цілком слушно володів системою тогочасних символів і емблем. Тому в натюрморті розмістив усі відомі символи скороминущості насолод і людського життя взагалі. Серед них —
- свічка — натяк на скороминущість як таку
- колода гральних карт — натяк на помилковість життєвих прагнень без значущої мети, помилковість прагнень до гріховних насолод з точки зору церкви
- годинник — натяк на швидкоплинність, незворотність часу
- скляний келих рьомер, оплетений виноградом — символ нетривалості матерії і насолод
- видання з нотами — символ мистецтва, найбільш пов'язаного з часом і надзвичайно швидкоплинного
- череп — натяк на прислів'я «пам'ятай про смерть»

Нагадування по скороминущість насолод і людського життя взагалі не стало для митця в перешкоді до створення тонких колористичних гам в натюрмортах, як то видно в «Натюрморті марнота марнот» зі збірок музею Ермітаж. Музей, багатий на натюрморти голландських митців 17 століття, не мав творів художника Пітера Стенвейка до цього, картина придбана з приватної збірки.